# Разгром рэкета
«Разгром рэкета» (англ. Smashing the Rackets) — американский криминальный фильм режиссёра Лью Лэндерса, который вышел на экраны в 1938 году.
Фильм поставлен на основе фактов биографии известного нью-йоркского прокурора Томаса Е. Дьюи и рассказывает о специальном прокуроре Джиме Конвее (Честер Моррис), который разоблачает действующую в городе банду рэкетиров.
Как после выхода на экраны, так и позднее фильм удостоился сдержанной похвалы критики, отметившей прежде всего хорошую актёрскую игру.

## Сюжет
В одном из крупных американских городов Грейтер-Сити агенты ФБР проводят успешную уличную операцию по задержанию гангстеров, которой руководит Джим «Сокер» Конуэй (Честер Моррис). В ходе операции Джим укрывает в одном из помещений случайную прохожую, молодую светскую даму Пег Лейн (Франсес Мерсер). Задержание гангстеров получает широкое освещение в прессе и на радио, где Джима за борьбу с рэкетом называют героем общества № 1. В последнее время рэкет захлестнул город. Под видом охранной ассоциации рэкетиры заставляют мелких торговцев платить дань, а когда те отказываются, жестоко избивают их. Среди прочих Джиму на это жалуется его сосед и друг, мелкий лавочник Франц (Джо Де Стефани). Окружной прокурор Эдвард Грир (Джордж Ирвинг) с целью создания положительного имиджа своей организации, приглашает популярного Джима на работу в прокуратуру в качестве своего ассистента. Поначалу Джим сомневается, но когда Грир говорит, что работа Джима не будет чисто юридической, а будет связана с оперативной деятельностью, даёт своё согласие. Между тем новые коллеги иронически относятся к Джиму, считая, что он способен работать только кулаком и пистолетом, и по своей подготовке не готов к юридической работе. Вскоре, когда Джим понимает, что Грир взял его исключительно как знаменитого человека для повышения своего личного авторитета, и не собирается поручать ему никакой серьёзной работы, он решает подать в отставку. Однако его друг и коллега Гарри Сполдинг (Дон Дуглас) убеждает Джима, что тот пришёл в прокуратуру ради закона, а не ради Грира, и Джим решает остаться. Вскоре Гарри звонит Джиму с просьбой помочь ему с разгулявшейся в ночном клубе молодой светской дамой. Доставив её домой, Джим выясняет, что её зовут Летти Лейн (Рита Джонсон) и она младшая сестра Пег Лейн. Вскоре за Летти заезжает её друг, адвокат Стив Лоренс (Брюс Кэбот), с которым Джим знаком по старым делам. Парочка уезжает в город, а Джим, прощаясь с Пэт, которая ему явно понравилась, назначает ей свидание. 
Банда рэкетиров во главе с Уайти Кларком (Бен Велден) и его правой рукой Чином Мартиным (Эдвард Поли) принуждает мелких торговцев платить дань, однако их силовые методы вызывают сопротивление со стороны торговцев, что приводит к стычкам и судебным разбирательствам. Озабоченный такой ситуацией, Чин обращается за помощью к Лоренсу, который обслуживает их юридические интересы. Тот считает, что Уайти ведёт дела слишком нервно и жестоко, что угрожает бизнесу. Лоренс предлагает Чину убрать Уайти, а на его место назначить себя, предлагая Чину 20 % от всех доходов, на что тот соглашается. В своей богатой квартире Лоренс принимает Летти, они обнимаются и целуются. В этот момент появляются Уайти и Чин, рассказывая, что начали силой устанавливать в магазинах свои игральные автоматы. Уайти приказывает своим людям «задать жару» владельцам тех магазинов, которые отказываются сотрудничать, в том числе  и Францу. Во время налёта на магазин Франца бандиты избивают его. На помощь отцу выбегает малолетний сын Отто, которого один из бандитов жестоко толкает, мальчик падает и получает тяжёлую травму головы. После того, как Отто умирает больнице, Джим требует от Грира поручить ему расследование этого дела. Получив необходимые полномочия, Джим задерживает известных членов банды Уайти, предъявляя их на опознание Францу, который вскоре узнаёт троих напавших на него людей. Джим передаёт дело в суд, однако там выясняется, что у каждого из бандитов есть свидетель, который подтверждает его алиби. Обвиняемых оправдывают, а Грир говорит Джиму, что у того не достаточно опыта для прокурорской работы. Под свою ответственность Джим вместе с детективом Маком (Уолтер Миллер) снова задерживает двоих нападавших, заводя одного из них в отдельную комнату, из которой начинают доноситься звуки жестокого избиения. Напуганный второй бандит даёт Джиму письменные признательные показания, после чего видит, что его партнёр в соседней комнате сидит связанным в кресле, а звуки избиения были записаны на пластинку, которую детектив проигрывал на граммофоне.
После успешного завершения этого дела Грир назначает Джима спецпрокурором по делам рэкета, и тот проводит серию рейдов по торговым точкам, уничтожая установленные там игральные автоматы. Рэкетиры приходят к молодой негритянке по прозвищу Герцогиня (Либби Тэйлор), которая заправляет подпольной лотереей, требуя с неё больше денег. Когда бандиты уже готовы применить к ней меры устрашения, девушку спасает появление её подруги Фло Фишер (Эдит Крейг), которая управляет одним из развлекательных заведений. После ухода гангстеров Фло рассказывает подруге, что гангстеры решили внедриться и в индустрию развлечений. Тем временем, почувствовав угрозу со стороны Джима, Лоренс, Уайти и Чин решают его убрать, и Уайти берёт это на себя. Когда проводив Пег домой после свидания, Джим выходит на улицу, Уайти стреляет в него из автомобиля, но не попадает. В этот момент в самого Уайти стреляют люди Чина, которые скрываются с места преступления. За успешное устранение Уайти Чин получает от Лоренса увеличение своей доли в бизнесе до 30 %, а тот в свою очередь берёт банду в свои руки, согласовывая это с другими преступными авторитетами, контролирующими город. Смертельно раненный Уайти получает в больнице телеграмму со словами «ты получил, что заслужил». Разыскав отправительницу телеграммы, которой оказывается Герцогиня, Джим убеждается, что Уайти убила не она. Он также узнаёт от неё, что рэкетиры начали обкладывать данью предприятия в сфере развлечений, после чего выходит на Фло, которая ненавидит рэкетиров. С её помощью Джим собирает у себя в офисе несколько десятков женщин, работающих в сфере развлечений, которые вынуждены платить рэкетирам. Поначалу женщины из страха отказываются выдавать имена тех, кто обложил их данью. Тогда Джим предъявляет им тело мёртвой Фло, которое якобы утром выловили из реки, заявляя, что то же самое ожидает каждую из них, если они будут молчать. Испуганные женщины дают Джиму показания на гангстеров, после чего выясняется, что Фло по его просьбе претворилась мёртвой, чтобы убедить женщин сотрудничать с ним. На основании этих показаний Джим арестовывает 20 рэкетиров, которых суд признаёт виновными. Лоренс и Чин довольны таким развитием ситуации, так как за счёт арестов сфера их влияния только расширится. Кроме того, помимо традиционного рэкета в сфере игральных автоматов, азартных игр и развлечений, с которыми Джим уже ведёт борьбу, они намереваются обложить данью и вполне законопослушные малые предприятия. Идя по следу преступников, Джим приглашает к себе многих представителей легального малого бизнеса. При изучении их бухгалтерских документов Джим видит, что у многих из них каждый месяц некоторая сумма уходит на необоснованные расходы. Однако попытка разговорить предпринимателей и выяснить, кому они платят деньги, результатов не даёт.
После романтического свидания в Летти, Лоренс в своём кабинете обсуждает с Чином расширение бизнеса, просматривая новые адреса. Чин жалуется на одно из шикарных кафе, которое не удаётся заставить вступить в их ассоциацию. Лоренс поручает знакомому химику, которого он в свой время защитил в суде, запустить по вентиляционной системе кафе газ и отравить его владельца, после чего планирует забрать кафе себе. Чин просит увеличить его долю в бизнесе до 50 %, на что Лоренс внешне легко соглашается. Летти приезжает к Лоренсу домой, выясняя, что он уехал с дамой в свой загородный коттедж. Развлекаясь в коттедже с дамой по имени Пегги (Кэй Саттон), Лоренс замечает в окно приближение Летти, после чего прячет свою новую подругу в соседней комнате. Появившаяся Летти устраивает Лоренсу сцену ревности, однако Лоренсу удаётся успокоить её. В этот момент ему звонят подручные, сообщая, что Чин в кафе не приехал, видимо, почувствовав, что Лоренс решил его подставить в отравлении владельца кафе. Едва Лоренс успевает отвести в сторону Летти, как на пороге появляется Чин с револьвером в руке. В тот момент, когда Чин забирается застрелить Лоренса, Летти, которая слышит их разговор, стреляет в Чина, убивая его. Из соседней комнаты появляется Пегги, которая всё видела. Летти обвиняет Лоренса в том, что он такой же рэкетир, как и Чин, после чего, забрав у неё оружие, Лоренс выгоняет её из дома. Оставшись вдвоём, Лоренс и Пегги считают, что всё сложилось как нельзя удачно.
Тем временем Джим руководит операцией по задержанию рэкетиров. Ему сообщают, что Чин, которого он поручил арестовать, найден застреленным в своей машине. Газеты сообщают о том, что люди Чина арестованы в кафе при попытке отравления газом его владельца. С помощью экспертов Джим выясняет, что Чин был убит не а машине, а в другом месте, а также точное время убийства, после чего устанавливает приблизительный район, откуда могли привезти тело Чина, в который попадает и коттедж Лоренса. Сопоставив факты, Джим догадывается, что во главе банды стоит Лоренс, который проходил по всем делам банды, и кроме того, мог быть организатором убийства как Уайти, так и Чина. Джим поручает задержать Лоренса и проводит обыск в его квартире. Тем временем Летти разговаривает дома с сестрой, сообщая ей о своём желании уехать из города. Лоренса задерживают, и Джим предъявляет ему обвинение в убийстве Чина в своём коттедже, сообщая, что, судя по информации телефонной компании, Лоренс в момент убийства находился в своём коттедже. Однако адвокат заявляет, что это Летти убила Чина в тот момент, когда тот хотел убить его. Лоренс также говорит, что у него есть свидетель и пистолет с отпечатками Летти. Что же касается его рэкетирской деятельности, то Лоренс предлагает передать Джиму всю имеющуюся у него информацию на криминальный мир в обмен на гарантии личной свободы. Джим выходит в соседнюю комнату, где разговаривает с Летти, которая под давлением улик сознаётся в убийстве. Она говорит Джиму, что в то время она всё ещё любила Лоренса и потому хотела его защитить, когда ему грозила смертельная опасность. Джим говорит Летти, что то, что она сделала, это не преступление, после чего возвращается к Лоренсу, заявляя, что Летти убила, чтобы защитить его, и дела против неё не будет. Несмотря на мольбы Лоренса, Джим отказывается от сделки с ним, и задерживает по обвинению в рэкете и организации убийств. Тем временем Летти, оставив записку сестре со словами: «это единственное, что я могу сделать для тебя и Джима» выезжает из города на автомобиле и на загородном шоссе намеренно разбивается насмерть. Через несколько месяцев Лоренса осуждают на 20 лет, а Джим получает благодарственную телеграмму от губернатора. Ещё через несколько месяцев Джим, который уже женился на Пэт, открывает собственную адвокатскую контору.

## В ролях
- Честер Моррис — Джим «Сокер» Конвей
- Франсес Мерсер — Сьюзен «Пэт» Лэйн
- Рита Джонсон — Летти Лэйн
- Брюс Кэбот — Стив Лоренс
- Эдвард Поли — Чин Мартин
- Джо Де Стефани — Франц
- Дон Дуглас — Гарри Сполдинг
- Кэй Саттон — Пегги
- Бен Велден — Уайти Кларк
- Пол Фикс — Макси
- Эдди Экафф Джо
- Джордж Ирвинг — окружной прокурор Эдвард Грир

В титрах не указаны
- Мэри Макларен — медсестра
- Джордж Хэкэторн — детектив
- Рита Ла Рой — свидетельница поневоле

## История, положенная в основу фильма
После выхода фильма газета «Нью-Йорк Таймс» написала, что «нет сомнения в том, что фильм вдохновлён колоритной и драматичной карьерой окружного прокурора Томаса Е. Дьюи. Во-первых, фильм основан на серии журнальных статей, написанных о нём, когда он занимал должность прокурора по особо важным делам. Во-вторых, любой, у кого есть глаза и кто читает газеты, не может не заметить поразительные параллели» между действиями прокурора и героя фильма. На сайте Американского института киноискусства также отмечено, что фильм основан на серии статей журналиста Форреста Дэвиса о жизни и деятельности Томаса Е. Дьюи, который в 1935—1937 годах был государственным обвинителем по особо важным делам в Нью-Йорке, расследуя и разоблачая организованную преступность. Затем, с 1937 по 1938 год Дьюи работал окружным прокурором округа Нью-Йорк (Манхэттен), а с 1942 по 1954 год был губернатором штата Нью-Йорк. В 1944 и 1948 годах он даже был кандидатом в Президенты США от Республиканской партии, однако оба раза проиграл на выборах. При этом, как замечает «Нью-Йорк Таймс», сам Дьюи «запретил эксплуатацию своего имени и своей славы в кино».

## Оценка фильма критикой
После выхода фильма на экраны рецензент «Нью-Йорк Таймс» отметил, что он «тянет на добротную мелодраму по разгрому гангстеров» благодаря своей документальной основе и «умелой игре большого актёрского состава», включающего Честера Морриса, Брюса Кэбота, Франсес Мерсер и Риту Джонсон, «а также других опытных актёров». Подчёркивая тот факт, что фильм основан на биографии реального прокурора, газета пишет, что «единственное разительное различие между фактическими событиями и кинематографическим произведением здесь связано с вопросом свободы художественного выражения». В то время, как «в ходе своих сенсационных расследований (реальный окружной прокурор) Томас Дьюи без сомнения сталкивался с множеством препятствий и неоднократно попадал в тупиковые ситуации, представитель RKO Честер Моррис легко проходит по всем лабиринтам городского рэкета, демонстрируя чёткое видение цели и чудесную дедукцию». По словам рецензента, «в течение экранного часа он берёт на себя расследование преступности в большом городе, прослеживает его структуру вплоть до „большой шишки“, отправляет бандита в тюрьму, и между делом находит себе жену. Конечно же, кто, как не Моррис способен на всё это».
Современный киновед Ханс Дж. Воллстейн полагает, что «хотя в этом фильме и нет ничего особенно впечатляющего, этот маленький триллер RKO смотрится очень хорошо благодаря серьёзной режиссуре Лью Лэндерса и хорошей игре грамотно подобранного актёрского состава, включающего Морриса, Мерсер, Кэбота и Риту Джонсон». По мнению Воллстейна, «женская сторона представлена здесь особенно хорошо — Джонсон и Мерсер обе отличны в ролях холодных и расчётливых светских дебютанток», при чём Мерсер «выжимает максимум из редкой для себя одной из главных ролей». Подводя итог, критик пишет, что фильм относится «к числу тех забытых малых фильмов категории В, которые заслуживают переоценки».